# Lester Thurow
Lester Carl Thurow, född 7 maj 1938 i Livingston i Montana, död 25 mars 2016 i Westport i Massachusetts, var en amerikansk nationalekonom.
Thurow avlade 1960 kandidatexamen vid Williams College och fick sedan ett Rhodesstipendium till Oxfords universitet. Han utexaminerades 1962 från Oxford och doktorerade 1964 i nationalekonomi vid Harvard University. Thurow var länge verksam som professor vid Massachusetts Institute of Technology. Han var dekanus vid MIT Sloan School of Management 1987–1993.